# Energy Cities
 (août 2010).
Si vous disposez d'ouvrages ou d'articles de référence ou si vous connaissez des sites web de qualité traitant du thème abordé ici, merci de compléter l'article en donnant les références utiles à sa vérifiabilité et en les liant à la section « Notes et références ».
Energy Cities, anciennement Énergie-Cités, est une association européenne de villes en transition énergétique (urbanisme durable, économies d'énergies et énergies renouvelables). Elle représente 1000 autorités locales de 30 pays différents.
Depuis 2023, la présidence de l'association est assurée par la ville belge de Louvain. Elle succède à Heidelberg, qui a présidé l'association entre 2017 et 2023.
Sa déléguée générale est Claire Roumet. Energy Cities en tant qu’association d’autorités locales européennes a été créée en 1990. Les locaux de l'association se trouvent à Bruxelles et Besançon. Une partie de l'équipe permanente est en poste également à Budapest (Hongrie), Fribourg-en-Brisgau et Offenbourg (Allemagne), et Paris (France).

## Conseil d'Administration
Le conseil d’administration de l’association est représenté par 10 villes européennes :
| Ville      | Pays |
| ---------- | ---- |
| Louvain    | BE   |
| Heidelberg | DE   |
| Križevci   | HR   |
| Modène     | IT   |
| Munich     | DE   |
| Nantes     | FR   |
| Porto      | PT   |
| Valence    | ES   |
| Växjö      | SE   |
| Vienne     | AT   |

## Présidence d'Energy Cities
- 2023: Ville de Louvain (BE), representée par Mohamed Ridouani
- 2005-2023 : Ville de Heidelberg (DE), représentée par Eckart Würtzner
- 2000-2005 : Ville d'Odense (DK), représentée par Søren Møller
- 1997-2000 : Ville de Barcelone, représentée par Pep Puig
- 1994-1997 : Ville de Besançon, représentée par Robert Schwint
- 1990-1994 : Robert Schwint